# Vallée de Mai
La vallée de Mai, dans l'île de Praslin aux Seychelles, est une réserve inscrite au patrimoine mondial de l'humanité par l'UNESCO en 1983 en raison de sa faune et de sa flore exceptionnelles. 
Elle abrite l'une des plus grandes forêts de cocotiers de mer.
Le 28 mars 2017, Air Seychelles, la compagnie aérienne nationale des Seychelles, a intégré au sein de sa flotte son deuxième Airbus A330-200 baptisé « Vallée de Mai ». 